# ماونت اوسلی، نیو ساوت ولز
ماونت اوسلی (به انگلیسی: Mount Ousley) یک حومه شهر در استرالیا است که در نیو ساوت ولز واقع شده‌است.